# Meridiana solar

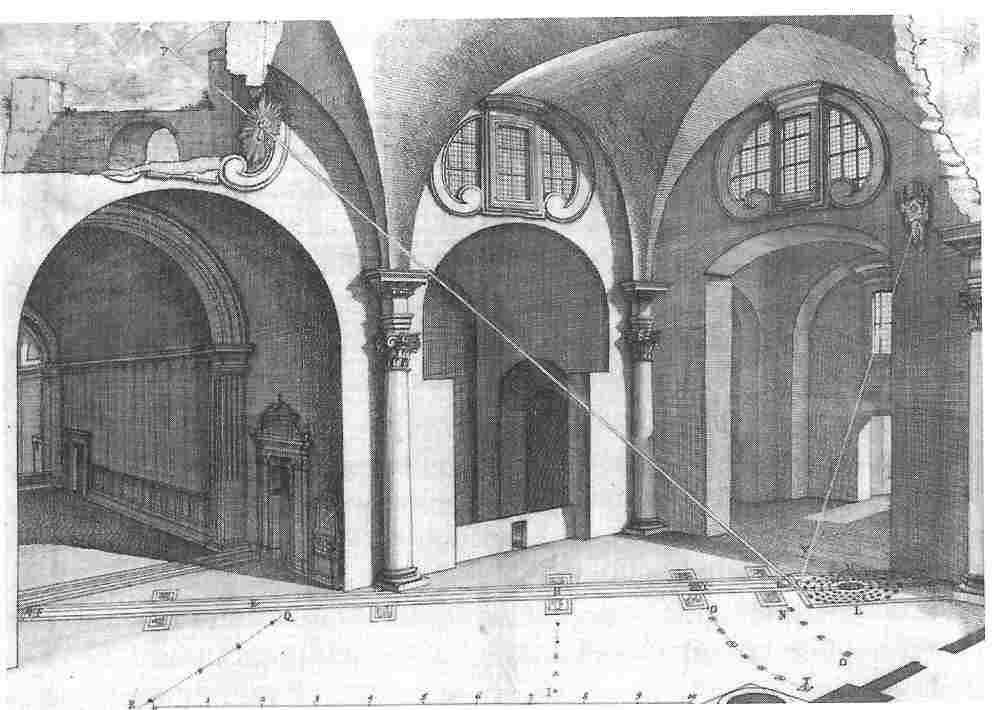
Un 'punto luminoso' producido por el gnomon perforado en la pared meridional de Santa Maria degli Angeli e dei Martiri que proyecta la imagen del sol sobre el suelo, lugar donde se encuentra la línea meridiana.

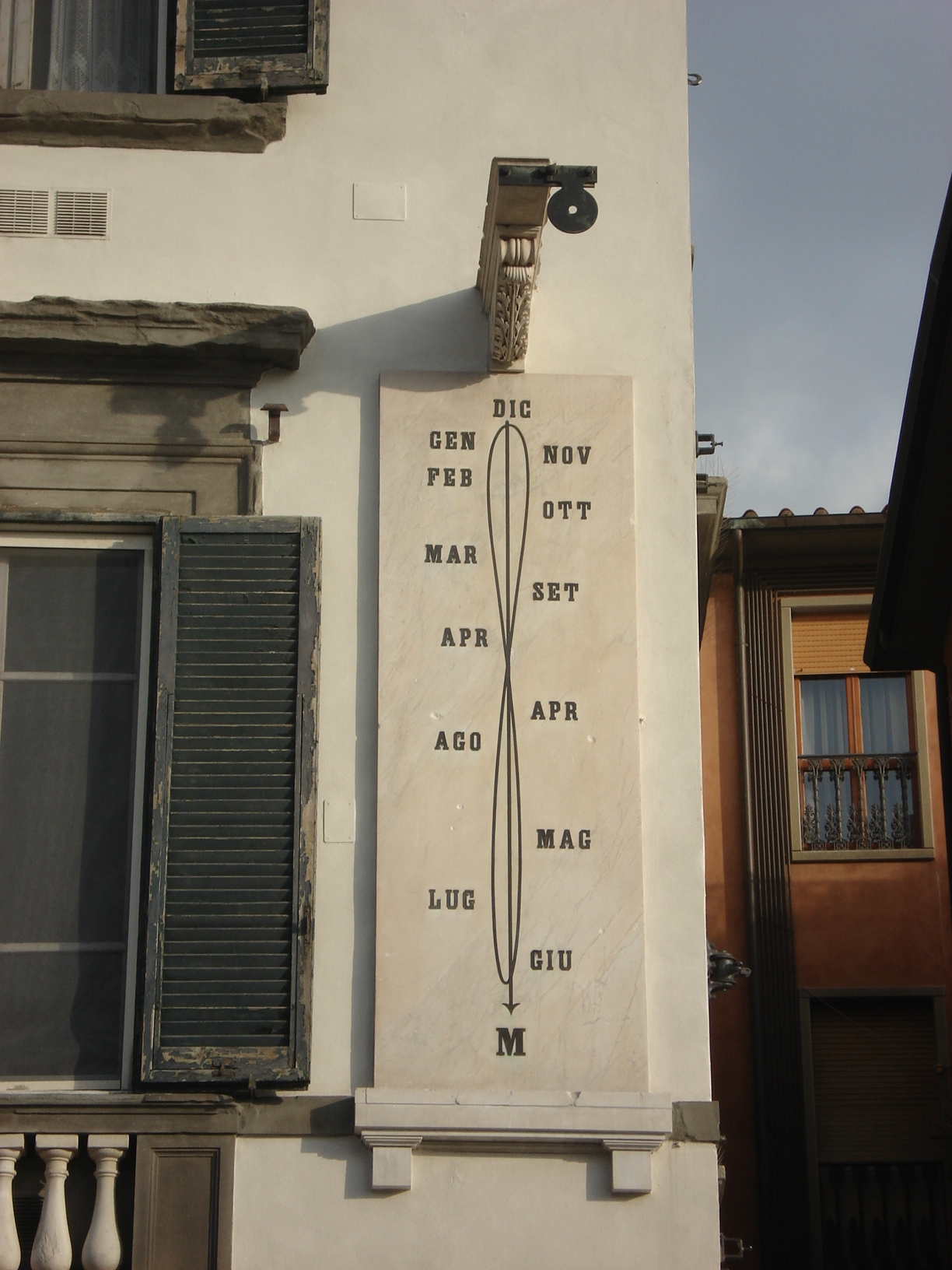
Moderna meridiana capaz de mostrar el mediodía en tiempo civil.

La meridiana solar es un instrumento gnomónico que permite averiguar el mediodía solar. Entre otros usos astronómicos se empleaba para averiguar la duración del año trópico. El tamaño requerido para su instalación, que suele ser de varias decena de metros, requería en los siglos XVI y XVII de Monasterios e Iglesias para su trazado.

## Concepto
A pesar de que el saber teórico para la construcción de meridianas ya era conocido en la época de Vitrubio y lo describe mediante una construcción geométrica que él mismo ya denomina: Analema. Tal construcción geométrica es descrita en el Libro IX de su "Re architectura". Uno de los teóricos que relanzó su diseño y construcción en el siglo XVI fue Giovanni Domenico Cassini que perfeccionó los métodos descritos anteriormente introduciendo además la refracción atmosférica en sus cálculos. 
La idea subyacente en la construcción de las meridianas es hacer una perforación en un muro meridional -si estamos en el hemisferio Norte- (generalmente denominado gnomon) y permitir que se forme una marca luminosa ('spot') en el interior. La idea es semejante a la de la cámara estenopeica. La perforación del muro suele ser doble para que el haz de luz se colime sólo en el plano meridiano, de esta forma la marca (spot) luminosa aparece tan solo durante el mediodía. El mediodía a lo largo de los diferentes días del año se muestra en un segmento sobre el suelo. Dicho segmento será de mayor longitud cuanto mayor sea la elevación del gnomon. El sol sobre el horizonte, en cada día del año, va cambiando su altura de modo que puede trazarse una escala zodiacal, que permita saber la declinación solar.  Los días que corresponden a los solsticios el sol se encuentra en los extremos, por ejemplo en el solsticio de verano la altura del sol es mayor y el spot luminoso se colocará en la zona más cercana, mientras que en el solsticio de invierno ocurre lo contrario.

## Grandes meridianas
Las meridianas más importantes se encuentran en edificios grandes como pueden ser: catedrales o palacios. Algunos de los ejemplos más importantes se pueden encontrar en diversos lugares del mundo. 

### Italia
- Santa Maria degli Angeli e dei Martiri en Roma diseñada por Bianchini
- Basílica de San Petronio de Bolonia diseñada por Cassini
- Iglesia de Santa María Novella de Florencia es una meridiana de 21.35 metros de longitud es obra de Ignacio Danti.
- Santa María del Fiore de Florencia. Una meridiana creada por Paolo dal Pozzo Toscanelli
- Torre dei Venti de la Ciudad del Vaticano
- La Catedral de Palermo
- La Catedral de Milán posee una meridiana en su interior.

### España
España no tuvo un desarrollo de meridianas muy acusado, al ser comparado con otros países europeos, pero existen algunos ejemplos importantes: 

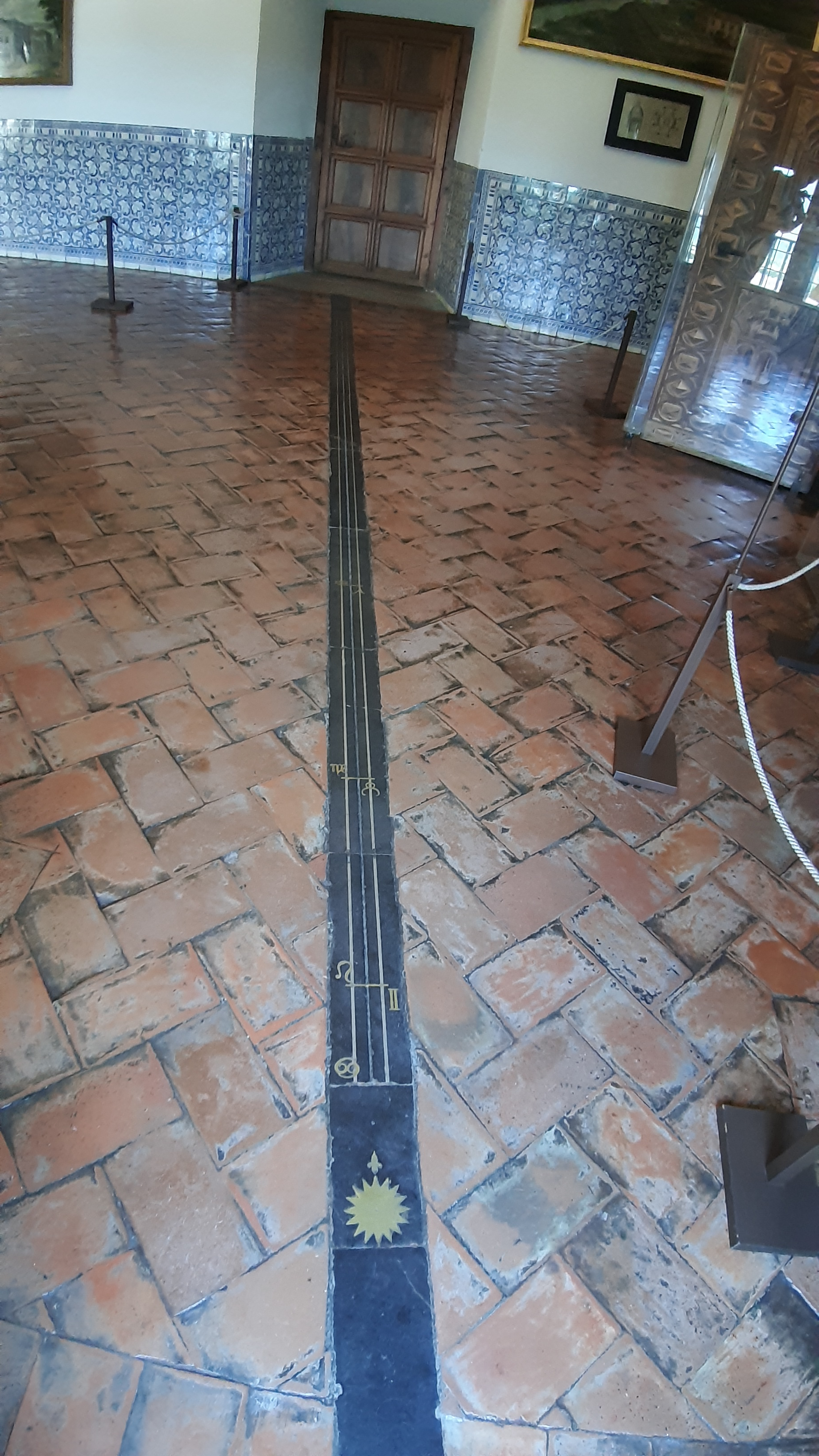
Meridiana solar, construida por el matemático húngaro y Jesuita Jan Wendlingen en 1755, en el Palacio de los Austrias del Monasterio de San Lorenzo de El Escorial

- En el Monasterio de El Escorial existen dos construidas por el matemático húngaro y jesuita Juan Wendlingen en 1755, en la Sala de Corte del Rey y en la sala contigua (se aprecia una de ellas en la foto lateral).[2]
- En el Palacio del Buen Retiro hubo una meridiana construida por Juan Wendlingen en 1756.[3] En la actualidad el palacio no existe.
- En el Palacio de Aranjuez elaborada en 1747 se encuentra en el denominado despacho del Rey.
- En la iglesia de San Pedro, hoy San Pedro Cultural, de Becerril de Campos, Palencia, convertida en aula de astronomía desde marzo de 2015.

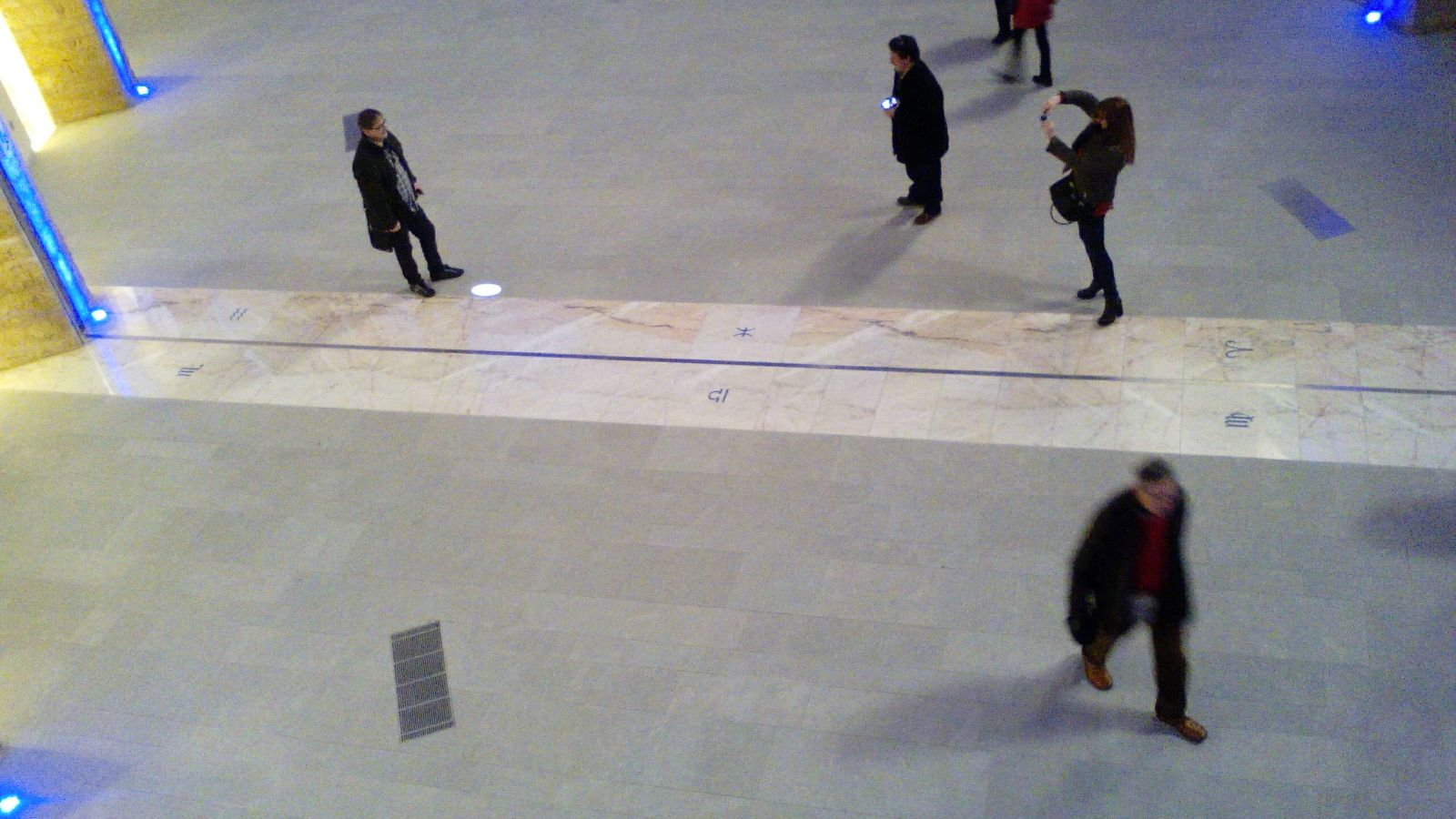
Línea meridiana en la iglesia de San Pedro, de Becerril de Campos, Palencia.

### Francia
- La Iglesia de San Sulpicio (Saint-Sulpice) en París.